# لیوگنگ
لیوگنگ (به آلمانی: Leogang) یک منطقهٔ مسکونی در اتریش است که در ناحیه تسل آم زه واقع شده‌است. لیوگنگ ۹۰٫۲۷ کیلومتر مربع مساحت دارد ۷۸۸ متر بالاتر از سطح دریا واقع شده‌است.